# Райдер, Вайнона
Вайно́на Ра́йдер (правильно: Вино́на или Уино́на; англ. Winona Ryder; настоящее имя — Вайно́на Ло́ра Го́ровиц (англ. Winona Laura Horowitz), род. 29 октября 1971, Олмстед, Миннесота, США) — американская актриса кино, телевидения и озвучивания, продюсер.
Кинокритиками считается одной из самых успешных актрис 1990-х годов. Дважды номинантка на премию «Оскар» за роли в фильмах «Эпоха невинности» (1993) и «Маленькие женщины» (1994). Обладательница премии «Золотой глобус» в номинации «Лучшая женская роль второго плана — кинофильм» за роль в фильме «Эпоха невинности». В 2000 году была удостоена именной звезды на Голливудской «Аллее славы».

## Ранние годы и образование
Вайнона Лора Горовиц родилась 29 октября 1971 года в округе Олмстед, штат Миннесота в семье Синтии Палмер (урождённой Истас) и Майкла Горовица. Своим именем она обязана названию соседнего города Уинона. Среднее имя Лора ей дали в честь жены писателя Олдоса Хаксли, с которой был дружен её отец. Майкл Горовиц был потомком еврейских эмигрантов из Украины и Румынии, которые занимались литературной деятельностью: его отец, Сол Горовиц, был писателем, а мать, еврейка Этель Франкель, будучи урождённой американкой, имела родителей из Ботошани. Майкл Горовиц был писателем, редактором и обладателем архива психоделической литературы. У матери, которая также занималась литературной деятельностью и была буддисткой, было двое детей от предыдущего брака: дочь Шуньята и сын Джубал. Среди друзей семьи были поклонник ЛСД и «расширения сознания» Тимоти Лири (её крёстный отец), поэты бит-поколения Аллен Гинзберг и Лоуренс Ферлингетти. Родители Вайноны официально поженились, когда ей исполнилось 12 лет. Позднее у неё появился младший брат Ури (Uri Horowitz), названный в честь советского космонавта Юрия Гагарина. Настоящая фамилия предков её отца — Томчин, но когда они переехали в Соединённые Штаты, то поменяли её на Горовиц.
С 1978 года, когда ей было семь лет, она жила с семьёй в сельскохозяйственной коммуне Rainbow близ города Элк на севере Калифорнии. В коммуне, где на участке земли площадью 1,2 км² также жили ещё семь семей и паслись лошади, не было электричества и телевидения (хотя её мать устроила в старой конюшне просмотр фильмов), поэтому Вайнона увлеклась чтением. Её любимой книгой была «Над пропастью во ржи» Джерома Сэлинджера.
Когда Вайноне исполнилось 10 лет, родители переехали в город Петалума (Калифорния). В первые школьные дни её избили подростки, принявшие угловатую Вайнону с короткой стрижкой за мальчика. Родители решили, что дочери в этот год лучше учиться дома, и Вайнона перешла на домашнее обучение. С 1983 года 12-летняя Вайнона посещала актёрские курсы в Американском театре-консерватории, расположенном в Сан-Франциско. Помимо этого, она обучалась в Петалумской средней школе, которую окончила в 1989 году с высокими отметками по успеваемости.

## Карьера

### 1985—1990: Ранние работы
В 1985 году Райдер впервые участвовала в кинопробах в фильме «Цветок пустыни» на роль дочери персонажа Джона Войта. Она декламировала диалог из «Фрэнни и Зуи» Сэлинджера, но уступила роль актрисе Аннабет Гиш. Однако благодаря агентству «Triad artists» Вайнона привлекла внимание режиссёра Дэвида Зельцера, который в 1986 году пригласил её сыграть в своём фильме «Лукас». Вайнона выбрала сценический псевдоним Райдер, произошедший, по её словам, от фамилии певца Митча Райдера, которого любил слушать отец.

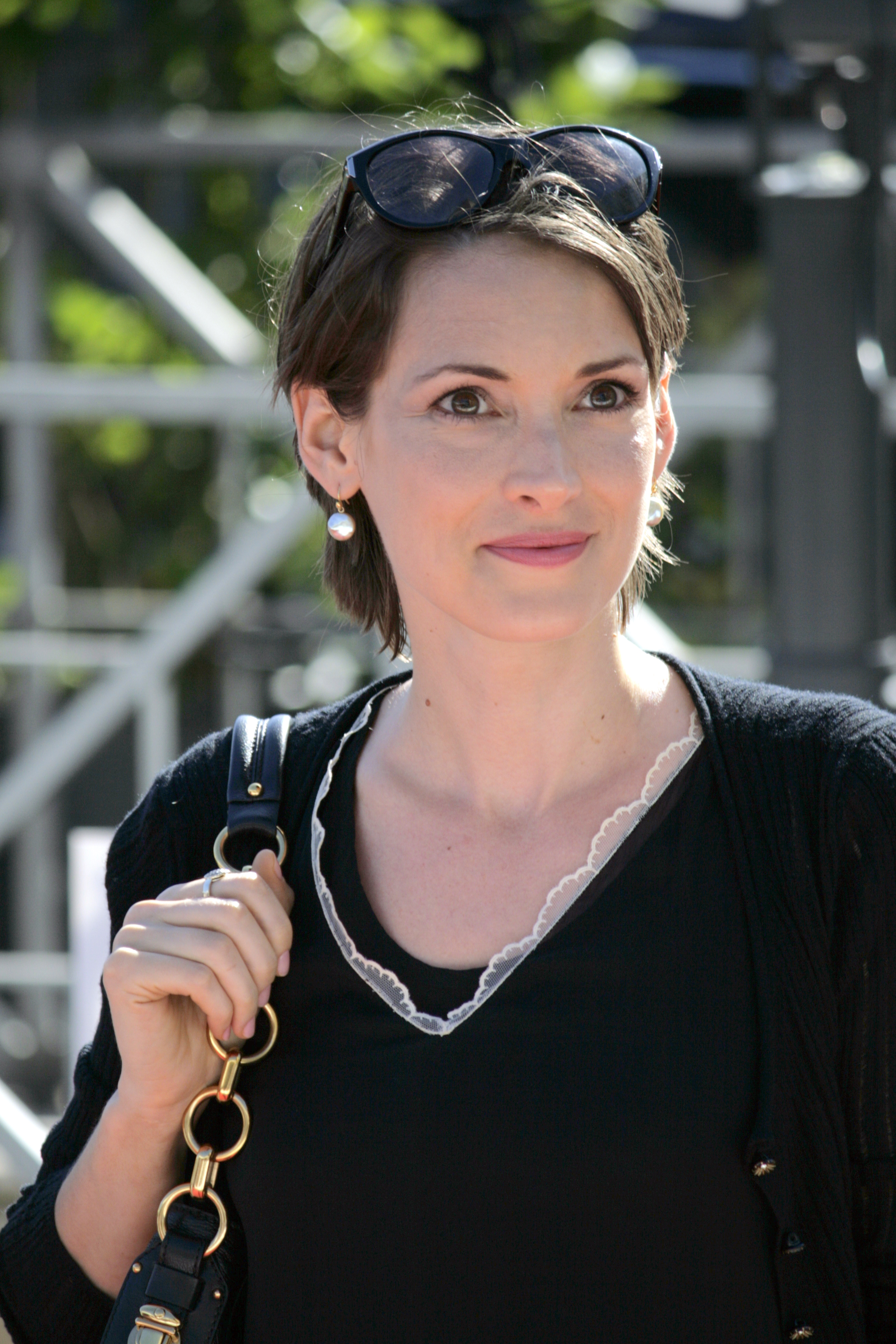
Вайнона Райдер в 2007 году

Её игра в следующем фильме, «Кадриль» (1987), получила положительные оценки, газета The Los Angeles Times назвала исполнение роли «замечательным дебютом». Роб Лоу, игравший её слабоумного друга, был номинирован на «Золотой глобус».
Первой заметной ролью Райдер стало участие в комедии Тима Бёртона «Битлджус» (1988), где она играет «готическую» девушку, способную видеть привидения, которых играли Джина Дэвис, Алек Болдуин и Майкл Китон. Картина имела успех в прокате, и критики преимущественно позитивно отнеслись к игре Райдер. В другом фильме «1969» (1988) вместе с Кифером Сазерлендом и Робертом Дауни-младшим актриса играла юную антивоенную активистку.
В 1989 году Райдер снялась в фильме «Смертельное влечение», по сюжету которого школьники Вероника Сойер и Джейсон Дин (Кристиан Слейтер) убивают третирующих их одноклассников, маскируя смерти под самоубийства. Агент актрисы советовал отказаться от роли, считая, что этот фильм повредит её карьере. Критика отнеслась к картине с равнодушием, «Клан Хэзерс» провалился в прокате, однако позднее приобрёл статус «культового» среди части американских подростков. Тем не менее The Washington Post назвала Райдер «самой впечатляющей голливудской инженю». В том же году вышел фильм «Большие огненные шары» о музыканте Джерри Ли Льюисе, женившемся на своей 13-летней кузине Майре, за исполнение роли которой Райдер получила свою первую профессиональную награду — Young Artist Awards. В апреле 1989 года Райдер принимала участие в съёмках клипа Debbie Gibson Is Pregnant with My Two-Headed Love Child американского музыканта Моджо Никсона.
В 1990 году Райдер появилась в трёх фильмах. Она получила главную роль в картине Бёртона «Эдвард Руки-ножницы», привлёкшей внимание критики и собравшей более 56 млн долларов в кинотеатрах США. Джонни Депп, партнёр по фильму, стал её бойфрендом. Это был последний фильм, в котором она играла подростков. За роль в фильме «Русалки», где играли Шер и Кристина Риччи, Райдер была номинирована на «Золотой глобус» в категории «лучшая актриса второго плана». Позднее вместе с Шер и Риччи она появилась в видеоклипе на песню The Shoop Shoop Song. Кроме того, она снялась в драме «Добро пожаловать домой, Рокси Кармайкл», потерпевшей провал в прокате. Райдер также предложили роль дочери дона Корлеоне в фильме Фрэнсиса Форда Копполы «Крёстный отец 3».

### 1991—1999: Взлёт карьеры

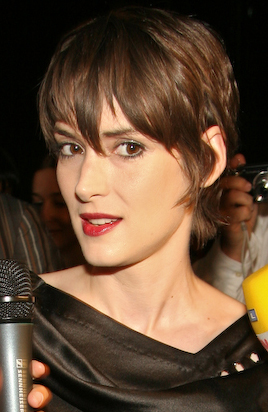
Вайнона Райдер на «Marc Jacobs Show» в сентябре 2008 года

После роли водителя такси, мечтающего стать механиком, в первом эпизоде картины «Ночь на Земле» (1991) независимого режиссёра Джима Джармуша Райдер появилась в другом фильме Копполы — «Дракула Брэма Стокера» в роли Мины Харкер. Затем последовала роль в экранизации романа Изабель Альенде (племянницы Сальвадора Альенде) «Дом духов» (1993), где играли Мерил Стрип, Джереми Айронс, Гленн Клоуз, Антонио Бандерас. Фильм, отрицательно воспринятый критикой, при 40-миллионном бюджете собрал в прокате около $6 млн.
За роль в фильме Мартина Скорсезе «Эпоха невинности» (1993) по роману Эдит Уортон Райдер получила премию «Золотой глобус» как «лучшая актриса второго плана» и номинацию на «Оскар» в той же категории. В 1994 году снялась в фильме «Маленькие женщины» — экранизации романа американской писательницы Луизы Мэй Олкотт. Роль принесла ей номинацию на «Оскар». В том же году она снялась в комедии Бена Стиллера «Реальность кусается».
Неудачным оказался её следующий фильм «Парни» (1996). Подписав контракт на участие в картине с рабочим названием «The Girl You Want», Райдер обнаружила, что сценарий подвергся значительным изменениям, однако по условиям контракта она не могла отказаться от роли. В результате разногласий фильм вышел с задержкой и ограниченным релизом.
В 1995 году Райдер озвучивала дневник Анны Франк, получив номинацию на премию «Грэмми».
В 1996 году Райдер снялась вместе с Дэниелом Дэй-Льюисом в экранизации пьесы Артура Миллера «Суровое испытание» о судебном процессе над «салемскими ведьмами», играя девушку, которая из чувства мести намеренно оговорила своего бывшего любовника. Райдер играла небольшую роль в режиссёрском дебюте Аль Пачино — документальной ленте «В поисках Ричарда». В следующем году Райдер сыграла в триллере «Чужой 4: Воскрешение» (1997) с Сигурни Уивер.
В 1998 году Райдер была членом жюри Каннского кинофестиваля.
В 1999 году она исполнила главную роль в драме «Прерванная жизнь», где Райдер выступила исполнительным продюсером. Фильм поставлен по дневнику девушки, которая в 17 лет пыталась покончить жизнь самоубийством и попала в психиатрическую больницу. Картина была благодушно встречена критиками, однако получила скромные кассовые сборы. Коллега Вайноны по съёмочной площадке Анджелина Джоли, игравшая агрессивную пациентку клиники, получила премии «Оскар» и «Золотой глобус».

### 2000—2004: Неудачи и перерыв
В 2000 году Райдер снялась в мелодраме «Осень в Нью-Йорке» с Ричардом Гиром. Картина была раскритикована, а актёрский дуэт Райдер — Гир был номинирован на антинаграду «Золотая малина» как «худшая пара». В том же году вышел фильм ужасов «Заблудшие души», снятый ещё в 1998 году, где появился её брат Ури. Обе картины провалились в прокате.
6 октября 2000 года за вклад в развитие кино Райдер получила звезду на Аллее славы в Голливуде.
В 2002 году Райдер снялась в комедии «Миллионер поневоле», вновь получив номинацию на «Золотую малину». Фильм тем не менее собрал более 170 миллионов долларов в мировом прокате. Она также исполнила второстепенную роль в фантастическом фильме «Симона» с Аль Пачино и эпизодически появилась в картине итальянского режиссёра Азии Ардженто «Цыпочки». В этот период карьера актрисы фактически была прервана до 2006 года из-за проблем со здоровьем и законом.

### С 2006 года: Возрождение карьеры

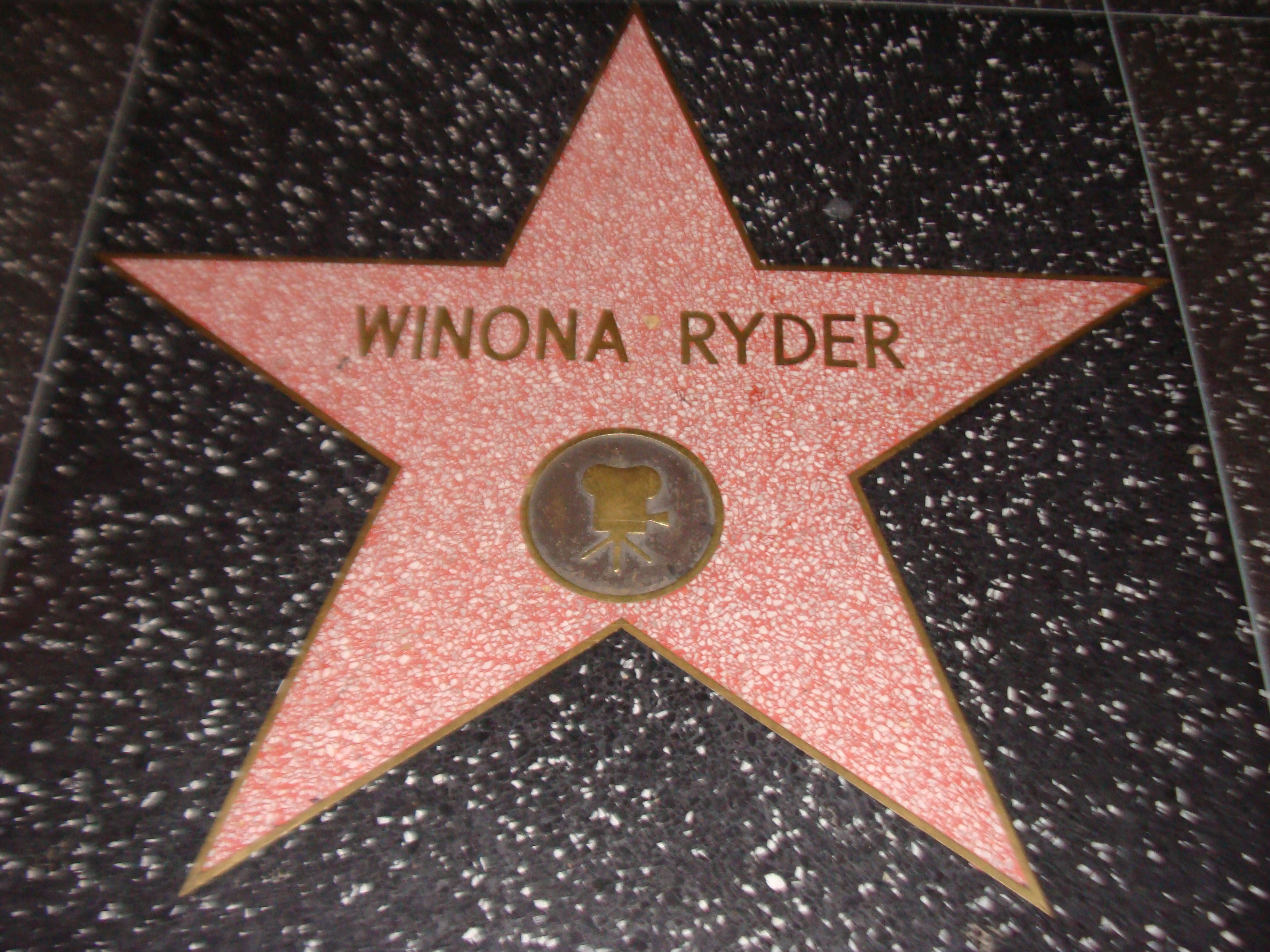
Звезда Вайноны Райдер на Голливудской «Аллее славы»

После долгого перерыва Райдер появилась в 2006 году в анимационном фильме Ричарда Линклейтера «Помутнение» по роману Филипа К. Дика. В январе 2007 года на Sundance Film Festival состоялись премьеры комедий с участием Райдер «Премия Дарвина» и «Десять заповедей», где её партнёрами являются Джессика Альба и Фамке Янссен. В этом же году вышла комедия «Секс и 101 смерть».
В 2009 году Райдер появилась в картинах «Только спокойствие» c Хилари Дафф и «Частная жизнь Пиппы Ли» с Киану Ривзом. Также Райдер сыграла эпизодическую роль Аманды Грейсон, матери Спока, в фильме «Звёздный путь» (2009) режиссёра Джеффри Абрамса.
В 2010 году Вайнона появилась в телефильме «Когда любви недостаточно: История Лоис Уилсон», за который она была номинирована на Премию Гильдии киноактёров США и Спутниковую премию как лучшая актриса. Этот же год окончился для актрисы участием в съёмках фильма Даррена Аронофски «Чёрный лебедь», где она предстала в образе стареющей прима-балерины.
В 2011 году в прокат вышел фильм «Дилемма» с участием Райдер. Однако фильм не получил особого признания, и в основном был негативно воспринят критиками.
В 2012 году актриса появилась в трёх проектах: она воссоединилась с Тимом Бёртоном, озвучив одну из ролей в его мультфильме «Франкенвини», а затем снялась в двух триллерах — «Ледяной» и «Слежка».
В 2013 году вышел фильм «Последний рубеж», где Райдер снялась вместе с Джеймсом Франко и Джейсоном Стейтемом.
В 2014 году снялась в британском телефильме «Теркс и Кайкос», входящим в американо-британский телесериал «Современный шедевр»), который, в свою очередь, входит в сериал «Шедевр».
С 2016 года актриса играет одну из ведущих ролей в научно-фантастическом телесериале канала Netflix «Очень странные дела». Эта роль принесла ей номинации на премии «Золотой глобус», «Сатурн», «Спутник» и др.
В 2018 году Райдер в четвёртый раз сотрудничала с актёром Киану Ривзом, снявшись вместе с ним в романтической комедии «Как женить холостяка».

## Личная жизнь

### Отношения
С 1989 по 1993 год Райдер находилась в романтических отношениях с Джонни Деппом. Позднее Райдер в течение трёх лет поддерживала отношения с участником группы Soul Asylum, Дэйвом Пирнером. С 1998 по 2000 год встречалась с Мэттом Деймоном, с 2011 года состоит в отношениях с модельером Скоттом Маккинлеем Ханом.

### Общественная деятельность
В 1993 году в её родном городе Петалума была похищена 12-летняя девочка Полли Клаас. Райдер предложила награду в $200 тыс. за помощь в поиске ребёнка, однако похититель успел убить девочку. После её смерти Райдер снялась в фильме «Маленькие женщины», который посвятила ей.

### Проблемы с законом
12 декабря 2001 года Райдер была арестована за кражу из магазина в Беверли-Хиллз на сумму 5500 долларов. В ходе следствия ей предъявили ещё одно обвинение в хранении наркотических средств без рецепта. Суд признал её виновной в совершении хищения в крупном размере и хулиганстве, однако отклонил дело о краже с преступным умыслом. Актрису также оправдали по статье о хранении сильнодействующих веществ после предоставленных доказательств, что они были прописаны её лечащим врачом.
В июне 2002 года Райдер появилась на обложке журнала W Magazine в футболке с надписью «Свободу Вайноне» (Free Winona). В декабре 2002 года суд приговорил её к крупному штрафу, 480 часам общественных работ и курсу принудительного лечения. В 2004 году обвинения были переквалифицированы из категории тяжких преступлений в более мягкие. Актриса была оставлена на испытательном сроке до декабря 2005 года.

## Фильмография
| Год          |     | Русское название                              | Оригинальное название                          | Роль                      |
| ------------ | --- | --------------------------------------------- | ---------------------------------------------- | ------------------------- |
| 1986         | ф   | Лукас                                         | Lucas                                          | Рина                      |
| 1987         | ф   | Кадриль                                       | Square Dance                                   | Джемма Диллард            |
| 1988         | ф   | Битлджус                                      | Beetlejuice                                    | Лидия Дитц                |
| 1988         | ф   | 1969                                          | 1969                                           | Бет Карр                  |
| 1989         | ф   | Смертельное влечение                          | Heathers                                       | Вероника Сойер            |
| 1989         | ф   | Большие огненные шары                         | Great Balls of Fire!                           | Майра Гейл Льюис          |
| 1990         | ф   | Добро пожаловать домой, Рокси Кармайкл        | Welcome Home, Roxy Carmichael                  | Динки Босетти             |
| 1990         | ф   | Эдвард Руки-ножницы                           | Edward Scissorhands                            | Ким Боггс                 |
| 1990         | ф   | Русалки                                       | Mermaids                                       | Шарлотта Флэкс            |
| 1991         | ф   | Ночь на Земле                                 | Night on Earth                                 | Корки                     |
| 1992         | ф   | Дракула                                       | Dracula                                        | Мина Мюррей / Элизабет    |
| 1993         | ф   | Эпоха невинности                              | The Age of Innocence                           | Мэй Велланд               |
| 1993         | ф   | Дом духов                                     | The House of the Spirits                       | Бланка                    |
| 1994         | ф   | Реальность кусается                           | Reality Bites                                  | Лилайна Пирс              |
| 1994         | мс  | Симпсоны                                      | The Simpsons                                   | Эллисон Тейлор            |
| 1994         | ф   | Маленькие женщины                             | Little Women                                   | Джозефина «Джо» Марч      |
| 1995         | ф   | Лоскутное одеяло                              | How to Make an American Quilt                  | Финн Додд                 |
| 1996         | док | В поисках Ричарда                             | Looking for Richard                            | Анна Невилл               |
| 1996         | ф   | Парни                                         | Boys                                           | Пэтти                     |
| 1996         | ф   | Суровое испытание                             | The Crucible                                   | Эбигейл Уильямс           |
| 1997         | ф   | Чужой: Воскрешение                            | Alien: Resurrection                            | Аннали Колл               |
| 1998         | ф   | Знаменитость                                  | Celebrity                                      | Нола                      |
| 1999         | ф   | Прерванная жизнь                              | Girl, Interrupted                              | Сюзанна Кейсен            |
| 2000         | ф   | Осень в Нью-Йорке                             | Autumn in New York                             | Шарлотт Филдинг           |
| 2000         | ф   | Заблудшие души                                | Lost Souls                                     | Майя Ларкин               |
| 2000         | с   | Незнакомцы с конфеткой                        | Strangers with Candy                           | Фрэн                      |
| 2001         | с   | Друзья                                        | Friends                                        | Мелисса Уорбертон         |
| 2001         | ф   | Образцовый самец                              | Zoolander                                      | Камео                     |
| 2002         | ф   | Миллионер поневоле                            | Mr. Deeds                                      | Бэйб Беннет               |
| 2002         | ф   | Симона                                        | S1m0ne                                         | Никола Андерс             |
| 2004         | ф   | Цыпочки                                       | The Heart Is Deceitful Above All Things        | детский психолог          |
| 2006         | ф   | Премия Дарвина                                | The Darwin Awards                              | Сири Тейлор               |
| 2006         | ф   | Помутнение                                    | A Scanner Darkly                               | Донна Хоуторн             |
| 2007         | ф   | Десять заповедей                              | The Ten                                        | Келли ЛаФонда             |
| 2007         | ф   | Секс и 101 смерть                             | Sex and Death 101                              | Джилиан                   |
| 2007         | кор | Добро пожаловать                              | Welcome                                        | Синтия                    |
| 2008         | ф   | Последнее слово                               | The Last Word                                  | Шарлотта Моррис           |
| 2008         | ф   | Информаторы                                   | The Informers                                  | Шерил Лейн                |
| 2009         | кор | Пилюльки воды                                 | Water Pills                                    | Кэрри                     |
| 2009         | ф   | Частная жизнь Пиппы Ли                        | The Private Lives of Pippa Lee                 | Сандра                    |
| 2009         | ф   | Звёздный путь                                 | Star Trek                                      | Аманда Грейсон            |
| 2009         | ф   | Только спокойствие                            | Stay Cool                                      | Скарлет Смит              |
| 2010         | тф  | Когда любви недостаточно: История Лоис Уилсон | When Love Is Not Enough: The Lois Wilson Story | Лоис Уилсон               |
| 2010         | ф   | Чёрный лебедь                                 | Black Swan                                     | Бет Макинтайр             |
| 2011         | ф   | Дилемма                                       | The Dilemma                                    | Женева Бэкмен             |
| 2012         | мф  | Франкенвини                                   | Frankenweenie                                  | Эльза ван Хельсинг        |
| 2012         | ф   | Ледяной                                       | The Iceman                                     | Дебора Куклински          |
| 2012         | ф   | Слежка                                        | The Letter                                     | Мартина                   |
| 2013         | ф   | Одинокий рейнджер                             | The Lone Ranger                                | Рэд Харрингтон            |
| 2013         | ф   | Последний рубеж                               | Homefront                                      | Шерил Мэри Мотт           |
| 2013—2014    | с   | Пьяная история                                | Drunk History                                  | Пегги Шиппен / Мэри Дайер |
| 2014         | тф  | Теркс и Кайкос                                | Turks & Caicos                                 | Мелани Фолл               |
| 2015         | с   | Покажите мне героя                            | Show Me a Hero                                 | Винни Рестиано            |
| 2015         | ф   | Экспериментатор                               | Experimenter                                   | Саша Менкин Милгрем       |
| 2016 — н. в. | с   | Очень странные дела                           | Stranger Things                                | Джойс Байерс              |
| 2018         | ф   | Как женить холостяка                          | Destination Wedding                            | Линдси                    |
| 2020         | с   | Заговор против Америки                        | The Plot Against America                       | Эвелин Финкель            |
| 2022         | ф   | Пропавшие в ночи                              | Gone in the Night                              | Кэт                       |
| 2023         | ф   | Особняк с привидениями                        | Haunted Mansion                                | Пэт                       |
| 2024         | ф   | Битлджус Битлджус                             | Beetlejuice Beetlejuice                        | Лидия Дитц                |

### Продюсерские работы
- 1999 — «Независимая линза»
- 1999 — «Прерванная жизнь»
- 2003 — «День, когда мой Бог меня покинул»

## Музыкальные видео
- 1989 — «Debbie Gibson Is Pregnant with My Two-Headed Love Child[англ.]»
- 1990 — «The Shoop Shoop Song»
- 1992 — «Love Song for a Vampire[англ.]»
- 1993 — «Locked Out[англ.]»
- 1998 — «Talk About the Blues»[41][42]
- 2012 — «Here with Me[англ.]»

## Награды и номинации
Полный список наград и номинаций на сайте IMDb.com.
| Награда                        | Год  | Категория                                           | Работа                                        | Результат |
| ------------------------------ | ---- | --------------------------------------------------- | --------------------------------------------- | --------- |
| Оскар                          | 1994 | Лучшая женская роль второго плана                   | Эпоха невинности                              | Номинация |
| Оскар                          | 1995 | Лучшая женская роль                                 | Маленькие женщины                             | Номинация |
| BAFTA                          | 1994 | Лучшая женская роль второго плана                   | Эпоха невинности                              | Номинация |
| Золотой глобус                 | 1991 | Лучшая женская роль второго плана — Кинофильм       | Русалки                                       | Номинация |
| Золотой глобус                 | 1994 | Лучшая женская роль второго плана — Кинофильм       | Эпоха невинности                              | Победа    |
| Золотой глобус                 | 2017 | Лучшая женская роль в телевизионном сериале — драма | Очень странные дела                           | Номинация |
| Эмми                           | 2005 | Лучший документальный фильм                         | Независимая линза                             | Номинация |
| Премия Гильдии киноактёров США | 1996 | Лучший актёрский состав в игровом кино              | Лоскутное одеяло                              | Номинация |
| Премия Гильдии киноактёров США | 2011 | Лучший актёрский состав в игровом кино              | Чёрный лебедь                                 | Номинация |
| Премия Гильдии киноактёров США | 2011 | Лучшая женская роль в телефильме или мини-сериале   | Когда любви недостаточно: История Лоис Уилсон | Номинация |
| Премия Гильдии киноактёров США | 2017 | Лучшая женская роль в драматическом сериале         | Очень странные дела                           | Номинация |
| Премия Гильдии киноактёров США | 2017 | Лучший актёрский состав в драматическом сериале     | Очень странные дела                           | Победа    |
| Сатурн                         | 1992 | Лучшая киноактриса                                  | Эдвард Руки-ножницы                           | Номинация |
| Сатурн                         | 1993 | Лучшая киноактриса                                  | Дракула                                       | Номинация |
| Сатурн                         | 1998 | Лучшая киноактриса второго плана                    | Чужой: Воскрешение                            | Номинация |
| Сатурн                         | 2017 | Лучшая телеактриса                                  | Очень странные дела                           | Номинация |
| Независимый дух                | 1990 | Лучшая женская роль                                 | Смертельное влечение                          | Номинация |
| Ассоциация кинокритиков Чикаго | 1990 | Лучшая актриса                                      | Смертельное влечение                          | Номинация |
| Ассоциация кинокритиков Чикаго | 1994 | Лучшая актриса                                      | Эпоха невинности                              | Номинация |
| Ассоциация кинокритиков Чикаго | 1995 | Лучшая актриса                                      | Маленькие женщины                             | Номинация |
| MTV Movie Awards               | 1993 | Лучший поцелуй (совместно с Гэри Олдменом)          | Дракула                                       | Номинация |
| MTV Movie Awards               | 1995 | Лучший поцелуй (совместно с Беном Стиллером)        | Реальность кусается                           | Номинация |
| MTV Movie Awards               | 1996 | Лучший поцелуй (совместно с Дермотом Малруни)       | Лоскутное одеяло                              | Номинация |
| Спутник                        | 2011 | Лучшая женская роль — мини-сериал или телефильм     | Когда любви недостаточно: История Лоис Уилсон | Номинация |
| Спутник                        | 2017 | Лучшая женская роль в телевизионном сериале — драма | Очень странные дела                           | Номинация |